# Mentuhotep V
Mentuhotep V (fl. XVII secolo a.C.) è stato un faraone della XIII dinastia egizia.

## Biografia
La conoscenza di questo sovrano deriva dal ritrovamento di due statuette mutile. Una di esse è oggi conservata al British Museum (EA 65429), mentre l'altra, rinvenuta presso Karnak, si trova oggi al Museo del Cairo.
Questo faraone non compare in alcuna delle liste reali; potrebbe trovarsi nelle righe perse (a causa del frammentarietà del documento) del Canone Reale nella colonna 7.

## Titolatura
| G5 |

| G5 |

|  |  | \| \| \| \| \| \| |
|  |  |                   |
|  |  |                   |
|  |  |                   |

|  |
|  |
|  |

| G16 |

| G16 |

| G8 |

| G8 |

| M23 · X1 | L2 · X1 |

| M23 · X1 | L2 · X1 |

| N5 | mr | S34 |

| N5 | mr | S34 |

| N5 | mr | S34 |

| N5 | mr | S34 |

| N5 | mr | S34 |

| N5 | mr | S34 |

| N5 | mr | S34 |

| N5 | mr | S34 |

| G39 | N5 |

| G39 | N5 |

| mn · n · V13 | G43 | R4 |

| mn · n · V13 | G43 | R4 |

| mn · n · V13 | G43 | R4 |

| mn · n · V13 | G43 | R4 |

| mn · n · V13 | G43 | R4 |

| mn · n · V13 | G43 | R4 |

| mn · n · V13 | G43 | R4 |

| mn · n · V13 | G43 | R4 |